# 山口観弘
山口 観弘（やまぐち あきひろ、1994年9月11日 - ）は、鹿児島県志布志市出身の日本の競泳選手。種目は平泳ぎ。200ｍ平泳ぎ元世界記録保持者。東洋大学出身。

## 人物
4歳のときに水泳を始める。志布志市立志布志中学校在学中の2008年、2009年、全国中学校水泳競技大会において、100メートル、200メートル平泳ぎで2冠を達成。鹿児島県立志布志高進学後の2011年には100メートルで北島康介の高校記録を11年ぶりに更新し、世界ジュニア水泳選手権では200メートルで優勝した。。2012年、ロンドンオリンピックへの選考会を兼ねた日本選手権水泳競技大会では、100メートル、200メートルとも高校新記録を樹立、特に200メートルでは派遣標準記録を突破したものの、北島康介、立石諒に続く3位となり、オリンピック代表入りを逃した。
2012年9月15日、岐阜県で開催された第67回国民体育大会の競泳少年男子A200メートル平泳ぎ決勝で、2分7秒01の世界新記録をマークして優勝し、ロンドン五輪決勝においてダニエル・ギュルタが出した2分7秒28の世界記録を0秒27更新した。五輪決勝で世界新記録が樹立された年に五輪不出場選手が世界記録を更新したのは、1976年に100m自由形でジョンティ・スキナー（en:Jonty_Skinner）が樹立して以来のできごと。北島を憧れ・目標の選手とし、萩野公介も山口の実力を認めている。2013年4月、7月にバルセロナで開催の第15回世界選手権代表選手に選出、結果は100m平泳ぎは20位、200m平泳ぎは7位だった。
2018年8月に一般女性と結婚、ハワイで挙式した。2020年2月、秋に行われる鹿児島国体を最後に引退を発表した。しかし5月7日に新型コロナウイルス感染症の影響で、東京オリンピックが2021年に延期なったため、現役を続けることを意向した。
2020年夏、拠点を山梨県に移し練習を重ねてきた。2021年4月の日本選手権では50mと100mは共に28位でこれを最後に引退した。

## 主な戦績
主に全国・国際大会で、すべて長水路での記録である。
| 日付          | 種目                | 大会                                    | 場所                               | 順位 | 記録      | 備考                     |
| ------------- | ------------------- | --------------------------------------- | ---------------------------------- | ---- | --------- | ------------------------ |
| 2005年8月27日 | 10歳以下 50m平泳ぎ  | 第28回JOC夏季ジュニアオリンピックカップ | 東京辰巳国際水泳場                 | 1位  | 35秒84    |                          |
| 2006年8月26日 | 11～12歳 100m平泳ぎ | 第29回JOC夏季ジュニアオリンピックカップ | 東京辰巳国際水泳場                 | 1位  | 1分09秒58 |                          |
| 2006年8月27日 | 11～12歳 50m平泳ぎ  | 第29回JOC夏季ジュニアオリンピックカップ | 東京辰巳国際水泳場                 | 5位  | 33秒21    |                          |
| 2007年8月23日 | 100m平泳ぎ          | 第47回全国中学校水泳競技大会            | 盛岡市立総合プール                 | 8位  | 1分07秒33 |                          |
| 2007年8月26日 | 11～12歳 100m平泳ぎ | 第30回JOC夏季ジュニアオリンピックカップ | 東京辰巳国際水泳場                 | 1位  | 1分06秒89 | 大会新                   |
| 2007年8月27日 | 11～12歳 50m平泳ぎ  | 第30回JOC夏季ジュニアオリンピックカップ | 東京辰巳国際水泳場                 | 2位  | 31秒22    | 大会新                   |
| 2008年6月8日  | 200m平泳ぎ          | ジャパンオープン2008（長水路）          | 東京辰巳国際水泳場                 |      | 2分16秒37 | 中学新                   |
| 2008年8月22日 | 200m平泳ぎ          | 第48回全国中学校水泳競技大会            | ダイエープロビスフェニックスプール | 1位  | 2分13秒95 | 中学新                   |
| 2008年8月23日 | 100m平泳ぎ          | 第48回全国中学校水泳競技大会            | ダイエープロビスフェニックスプール | 1位  | 1分02秒65 | 中学新                   |
| 2008年8月28日 | 13～14歳 100m平泳ぎ | 第31回JOC夏季ジュニアオリンピックカップ | 東京辰巳国際水泳場                 | 1位  | 1分02秒91 | 大会新                   |
| 2008年8月29日 | 13～14歳 200m平泳ぎ | 第31回JOC夏季ジュニアオリンピックカップ | 東京辰巳国際水泳場                 | 1位  | 2分13秒32 | 中学新                   |
| 2009年8月22日 | 200m平泳ぎ          | 第49回全国中学校水泳競技大会            | 福岡県立総合プール                 | 1位  | 2分12秒81 | 中学新                   |
| 2009年8月23日 | 100m平泳ぎ          | 第49回全国中学校水泳競技大会            | 福岡県立総合プール                 | 1位  | 1分03秒19 |                          |
| 2009年8月28日 | 13～14歳 100m平泳ぎ | 第32回JOC夏季ジュニアオリンピックカップ | 東京辰巳国際水泳場                 | 1位  | 1分02秒65 | 中学タイ                 |
| 2009年8月29日 | CS 200m平泳ぎ       | 第32回JOC夏季ジュニアオリンピックカップ | 東京辰巳国際水泳場                 | 1位  | 2分11秒95 | 中学新                   |
| 2009年8月30日 | 13～14歳 50m平泳ぎ  | 第32回JOC夏季ジュニアオリンピックカップ | 東京辰巳国際水泳場                 | 2位  | 29秒59    |                          |
| 2009年9月13日 | 少年B 100m平泳ぎ    | 第64回国民体育大会水泳競技大会          | ダイエープロビスフェニックスプール | 2位  | 1分02秒35 | 中学新                   |
| 2010年4月15日 | 200m平泳ぎ          | 第86回日本選手権水泳競技大会            | 東京辰巳国際水泳場                 | 5位  | 2分12秒93 |                          |
| 2010年6月4日  | 100m平泳ぎ          | ジャパンオープン2010（50m）             | 東京辰巳国際水泳場                 | 7位  | 1分02秒35 |                          |
| 2010年6月6日  | 200m平泳ぎ          | ジャパンオープン2010（50m）             | 東京辰巳国際水泳場                 | 4位  | 2分12秒03 |                          |
| 2010年8月20日 | 100m平泳ぎ          | 第78回日本高等学校選手権水泳競技大会    | 沖縄県立奥武山総合運動場水泳プール | 2位  | 1分02秒43 |                          |
| 2010年9月10日 | 少年A 200m平泳ぎ    | 第65回国民体育大会水泳競技大会          | 千葉県国際総合水泳場               | 2位  | 2分13秒01 |                          |
| 2011年4月9日  | 100m平泳ぎ          | 競泳国際大会代表選手選考会              | 浜松市総合水泳場                   | 5位  | 1分01秒17 | 高校新                   |
| 2011年4月11日 | 200m平泳ぎ          | 競泳国際大会代表選手選考会              | 浜松市総合水泳場                   | 5位  | 2分12秒47 |                          |
| 2011年5月20日 | 100m平泳ぎ          | ジャパンオープン2011（50m）             | 大阪府立門真スポーツセンター       | 5位  | 1分01秒70 |                          |
| 2011年5月22日 | 200m平泳ぎ          | ジャパンオープン2011（50m）             | 大阪府立門真スポーツセンター       | 3位  | 2分12秒54 |                          |
| 2011年8月17日 | 100m平泳ぎ          | 第3回世界ジュニア水泳選手権             | リマ                               | 2位  | 1分01秒54 |                          |
| 2011年8月19日 | 200m平泳ぎ          | 第3回世界ジュニア水泳選手権             | リマ                               | 1位  | 2分11秒70 | 大会新                   |
| 2011年8月21日 | 50m平泳ぎ           | 第3回世界ジュニア水泳選手権             | リマ                               | 2位  | 28秒44    |                          |
| 2011年8月28日 | CS 100m平泳ぎ       | 第34回JOC夏季ジュニアオリンピックカップ | 東京辰巳国際水泳場                 | 1位  | 1分00秒98 | 高校新                   |
| 2011年8月29日 | CS 200m平泳ぎ       | 第34回JOC夏季ジュニアオリンピックカップ | 東京辰巳国際水泳場                 | 1位  | 2分12秒05 |                          |
| 2011年8月30日 | CS 50m平泳ぎ        | 第34回JOC夏季ジュニアオリンピックカップ | 東京辰巳国際水泳場                 | 1位  | 28秒39    | 大会新                   |
| 2011年9月9日  | 少年A 200m平泳ぎ    | 第66回国民体育大会水泳競技大会          | 山口きらら博記念公園水泳プール     | 1位  | 2分11秒65 |                          |
| 2012年4月3日  | 100m平泳ぎ          | 第88回日本選手権水泳競技大会            | 東京辰巳国際水泳場                 | 3位  | 1分00秒66 | 高校新、派遣標準記録突破 |
| 2012年4月6日  | 200m平泳ぎ          | 第88回日本選手権水泳競技大会            | 東京辰巳国際水泳場                 | 3位  | 2分09秒70 | 高校新、派遣標準記録突破 |
| 2012年5月25日 | 50m平泳ぎ           | ジャパンオープン2012（50m）             | 東京辰巳国際水泳場                 | 4位  | 28秒25    |                          |
| 2012年5月26日 | 100m平泳ぎ          | ジャパンオープン2012（50m）             | 東京辰巳国際水泳場                 | 2位  | 1分00秒95 |                          |
| 2012年5月27日 | 200m平泳ぎ          | ジャパンオープン2012（50m）             | 東京辰巳国際水泳場                 | 2位  | 2分09秒22 | 高校新                   |
| 2012年8月17日 | 200m平泳ぎ          | 第80回日本高等学校選手権水泳競技大会    | ダイエープロビスフェニックスプール | 1位  | 2分07秒84 | 高校新                   |
| 2012年8月20日 | 100m平泳ぎ          | 第80回日本高等学校選手権水泳競技大会    | ダイエープロビスフェニックスプール | 1位  | 59秒56    | 高校新                   |
| 2012年8月29日 | CS 200m平泳ぎ       | 第35回JOC夏季ジュニアオリンピックカップ | 東京辰巳国際水泳場                 | 1位  | 2分07秒57 | 高校新                   |
| 2012年8月30日 | CS 50m平泳ぎ        | 第35回JOC夏季ジュニアオリンピックカップ | 東京辰巳国際水泳場                 | 1位  | 27秒69    | 高校新                   |
| 2012年9月15日 | 少年A 200m平泳ぎ    | 第67回国民体育大会水泳競技大会          | 長良川スイミングプラザ             | 1位  | 2分07秒01 | 世界新                   |

## 自己ベスト
| 種目       | 記録      | 大会                     | 年月日        | 備考     |
| ---------- | --------- | ------------------------ | ------------- | -------- |
| 50m平泳ぎ  | 27秒69    | ジュニアオリンピック夏季 | 2012年8月30日 |          |
| 100m平泳ぎ | 59秒56    | 全国高等学校総合体育大会 | 2012年8月20日 | 高校記録 |
| 200m平泳ぎ | 2分07秒01 | 国民体育大会             | 2012年9月15日 | 高校記録 |

## 受賞歴
- 2012年10月7日 - 志布志市民栄誉賞[13]。